# لیتل آیلند اسکله ۵۵
لیتل آیلند اسکله ۵۵ (به انگلیسی: Little Island at Pier 55) یک پارک جزیره ای مصنوعی بر روی رودخانهٔ هادسن و در غرب منهتن نیویورک است که در مجاورت هادسن ریور پارک قرار دارد و طراحی شده توسط توماس هدرویک است.این پارک در نزدیکی تقاطع خیابان وست استریت و خیابان سیزدهم در ناحیهٔ میتپکینگ و منطقهٔ مسکونی چلسی منهتن تقریباً در غرب خط ساحلی منهتن و در بالای اسکلهٔ ۵۵ هادسون ریور قرار گرفته‌است که از طریق پل‌های پیادهٔ مخصوص در خیابان‌های سیزدهم و چهارده‍م به منهتن متصل شده‌است.
لیتل آیلند مساحتی معادل ۰٫۹۷ هکتار (یا ۲٫۴ جریب) را داراست و به کمک سازه‌های گلدانی شکل بر فراز آب معلق مانده‌است و توسط شالوده عمیق بتنی به بستر رودخانه بسط پیدا کرده‌است. قسمت بالایی گلدان‌ها با اندازه ای بین ۴٫۶ تا ۱۸٫۹ متر(۱۵ تا ۶۲ فیت) بر بالای ناحیهٔ میانهٔ رود متغیر است. این گلدانها تولیدی شرکت فورت میلر در آپ استیت نیویورک بودند و نصب آنها تحت نظارت شرکت گروه آروپ انجام شد. این پارک دارای تعداد متعددی زمین چمن، جاده و گیاه می‌شود که توسط معمار منظر سینیه نیسن طراحی شده‌است. کاشت گیاهان و استفاده از خاک برای کاهش فرسایش مهندسی شده‌است و از نظر زیبایی نیز بر روی آن کار شده‌است. علاوه بر اینها لیتل آیلند دارای یک استیج کوچک و سه بازارچه و یک آمفی تئاتر با تعداد ۶۸۷ صندلی است. برنامه‌ریزی برای ساخت پارک جدید در نیویورک انجام شد و این پروژه در نوامبر ۲۰۱۴ آغاز شد که با نام اسکلهٔ ۵۵ شناخته می‌شد و توسط استودیوی توماس هدرویک طراحی و با سرمایه‌گذاری بری دیلر
و دایان فون فورستنبرگ و مقدار کمی نیز سرمایه از طرف شهر نیویورک و دولت ایالتی انجام شد. ساخت اصلی این پارک در سال ۲۰۱۵ شروع شد و قرار بود در سالهای ۲۰۱۸ یا ۲۰۱۹ پایان یابد. با این وجود ساخت این پارک به دلیل دادخواست سازمان کلوپ شهر نیویورک به تعویق افتاد. برنامه ساخت اسکله در سپتامبر ۲۰۱۷ به دلیل پرونده‌های قضایی و هزینه‌های اضافی منتفی شد. یک ماه پس از آن فرماندار ایالت اندرو کوئومو موافقت کرد بودجه ای را برای پارک تهیه کند و از سر گرفتن دوباره پروژه پارک مطرح شد. ساخت این سازه در آوریل ۲۰۱۸ آغاز شد و یک سنگ بنای نمادین در دسامبر ۲۰۱۸ گذاشته شد. پروژه نامگذاری مجدد شد و در سال ۲۰۱۹ به نام لیتل آیلند تغییر کرد و در ۲۱ مهٔ ۲۰۲۱ گشایش یافت.